# Keke Rosberg

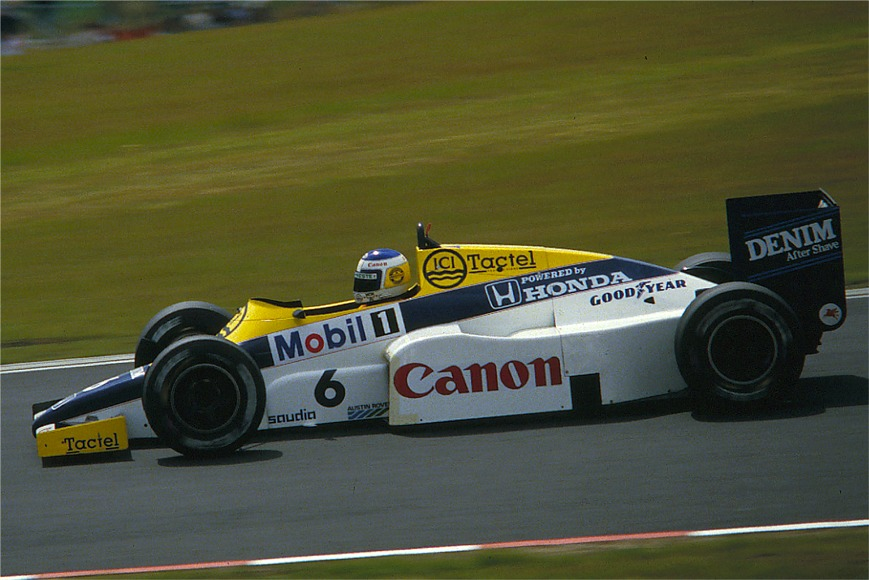
Keke Rosberg i Williams-Honda i.

Keijo Erik "Keke" Rosberg, född 6 december 1948 i Solna, Sverige, är en finländsk racerförare. Han blev F1-världsmästare 1982.  Han är far till racerföraren Nico Rosberg.

## Racingkarriär
Rosberg föddes i Solna 1948, men har finska föräldrar och växte upp i Finland. Rosberg kom tidigt in i bilsporten då hans föräldrar körde rally. Från 1965 tävlande han inom racing och debuterade i formel 1 för Theodore 1978. Han bytte stall flera gånger innan han kom till Williams som nödlösning efter säsongen 1981 sedan Alan Jones lämnat teamet. Rosberg skulle agera som andraförare men blev plötsligt försteförare sedan Carlos Reutemann valt att lämna. Rosberg blev den förste finländske och nordiske F1-världsmästaren, vilket han blev i Williams säsongen 1982. Han vann ett lopp av säsongens 16 lopp. Rosberg kom sedan trea i Formel 1-VM 1985 innan han 1986 började köra för McLaren. 
Keke Rosberg körde från 1992 i Deutsche Tourenwagenmeisterschaft (DTM) för AMG-Mercedes och från 1993 för Opel. Han byggde sedan upp ett eget team innan han slutade köra 1995.

## F1-karriär
| Säsong                | Stall/Tillverkare                           | Placering             | Lopp  | Poäng | Etta | Tvåa | Trea | Pole | Varv |
| --------------------- | ------------------------------------------- | --------------------- | ----- | ----- | ---- | ---- | ---- | ---- | ---- |
| 1978                  | Theodore-Ford Theodore (Wolf-Ford) ATS-Ford | -                     | 5 4 5 |       |      |      |      |      |      |
| 1979                  | Wolf-Ford                                   | -                     | 8     |       |      |      |      |      |      |
| 1980                  | Fittipaldi-Ford                             | 10                    | 14    | 6     |      |      | 1    |      |      |
| 1981                  | Fittipaldi-Ford                             | -                     | 14    |       |      |      |      |      |      |
| 1982                  | Williams-Ford                               | 1                     | 15    | 44    | 1    | 3    | 2    | 1    |      |
| 1983                  | Williams-Ford Williams-Honda                | 5                     | 14 1  | 25 2  | 1    | 1    |      | 1    |      |
| 1984                  | Williams-Honda                              | 8                     | 16    | 20,5  | 1    | 1    |      |      |      |
| 1985                  | Williams-Honda                              | 3                     | 16    | 40    | 2    | 2    | 1    | 2    | 3    |
| 1986                  | McLaren-TAG                                 | 6                     | 16    | 22    |      | 1    |      | 1    |      |
| Sammanlagt 9 säsonger | Sammanlagt 9 säsonger                       | Sammanlagt 9 säsonger | 128   | 159,5 | 5    | 8    | 4    | 5    | 3    |

| 1. Schweiz 1982 2. Monaco 1983 3. USA 1984 4. USA 1985 5. Australien 1985 |

| 1. USA West 1982 2. Belgien 1982 3. Österrike 1982 4. Detroit 1983 5. Brasilien 1984 6. Frankrike 1985 7. Sydafrika 1985 8. Monaco 1986 |

| 1. Argentina 1980 2. Nederländerna 1982 3. Tyskland 1982 4. Europa 1985 |

| 1. Storbritannien 1982 2. Brasilien 1983 3. Frankrike 1985 4. Storbritannien 1985 5. Tyskland 1986 |

| 1. Frankrike 1985 2. Sydafrika 1985 3. Australien 1985 |

| 1. Brasilien 1982 2. Brasilien 1983 |